# Idioma kokota
Kokota (también conocido como Ooe Kokota) se habla en la Isla de Santa Isabel, que se encuentra en la cadena de Islas Salomón en el Océano Pacífico. Santa Isabel es una de las islas más grandes de la cadena, pero tiene una densidad de población muy baja. Kokota es el idioma principal de tres pueblos: Goveo y Sisigā en la costa norte, y Hurepelo en la costa sur, aunque hay algunos hablantes que residen en la capital, Honiara, y en otros lugares. El idioma está clasificado como 6b (amenazado) en la Escala Graduada de Disrupción Intergeneracional (GIDS). Para contextualizar '6b', el idioma no está en peligro inmediato de extinción ya que a los niños de las aldeas todavía se les enseña kokota y lo hablan en casa a pesar de que el inglés es el idioma del sistema escolar. Sin embargo, Kokota se ve amenazada por otra lengua, el cheke holo, a medida que los hablantes de esta lengua se desplazan desde el oeste de la isla hacia las aldeas de habla kokota. Kokota es una de las 37 lenguas del Grupo salomónico noroccidental y, al igual que otras lenguas oceánicas, tiene una complejidad morfológica limitada.: 3 
Kokota utiliza poca fijación y, en cambio, se basa en gran medida en la clitización, la reduplicación total y parcial y la composición. Fonológicamente, Kokota tiene una amplia gama de vocales y consonantes y hace un uso interesante de la asignación de acentos. En cuanto a su sintaxis básica, Kokota es consistentemente inicial.